# Stefania Corna
Stefania Corna (Bergamo, 5 novembre 1990) è una pallavolista italiana.
Gioca nel ruolo di centrale nel Cutrofiano Volley

## Carriera
La carriera di Stefania Corna inizia nel 2003, tra le file delle selezioni giovanili del Volley Bergamo. Due anni più tardi, viene selezionata per entrare a far parte del Club Italia, dove resta per due stagioni, giocando nel campionato di Serie B1. Nel 2006, vince il campionato europeo under 19.
Nella stagione 2007-08, fa ritorno al Volley Bergamo. Nel ruolo di terza palleggiatrice, vince la Coppa Italia; nell'estate del 2008 vince nuovamente la medaglia d'oro al campionato europeo under 19. Nella stagioni successive, gioca in col Life Volley Milano, prima, e col Parma Volley Girls, poi. Con entrambe le squadre sfiora la promozione in massima serie ai play-off.
Nella stagione 2010-11 viene ingaggiata dalla Pallavolo Villanterio di Pavia. Nell'estate del 2011 debutta in nazionale maggiore al Montreux Volley Masters.
Nella stagione 2011-12 passa al Cuatto Volley Giaveno, in Serie A2, club con il quale ottiene la promozione in Serie A1; tuttavia nella stagione successiva resta in serie cadetta, vestendo la maglia del Volleyball Casalmaggiore, così come nella stagione 2013-14 quando passa al Promoball Volleyball Flero, per poi essere ceduta a metà annata alla Pallavolo Scandicci.
Nel campionato 2014-15 gioca per la prima volta all'estero, vestendo la maglia del Volley Club Kanti di Sciaffusa, nella Lega Nazionale A svizzera. Rientra in Italia nella stagione 2015-16 con il Volley Maglie, in Serie B1, dove resta per due annate, per poi accasarsi, nella stagione 2017-18 al Cutrofiano Volley, nella stessa categoria.

## Palmarès

### Club
- Coppa Italia: 1

2007-08

### Nazionale (competizioni minori)
- Campionato europeo udner 19 2006
- Campionato europeo under 18 2007
- Campionato europeo under 19 2008